# Pyura tessellata
Pyura tessellata is een zakpijpensoort uit de familie van de Pyuridae. De wetenschappelijke naam van de soort werd in 1848 voor het eerst geldig gepubliceerd door Forbes.

## Beschrijving
Deze solitaire zakpijp, 5 mm hoog bij 15 mm breed, heeft een schilferig uiterlijk. De sifons zijn kort en worden aan elk uiteinde van het nogal afgeplatte lichaam geplaatst. Meestal te vinden onder rotsen op plaatsen die zijn blootgesteld aan golfslag of getijdenstromen, waar zich geen sediment onder de rotsen bevindt, behalve grof grind.